# Moschato, Karditsa
Moschato  este un oraș în Grecia în prefectura Karditsa.